# Marijska Sovjetska Socijalistička Republika
Marijska Sovjetska Socijalistička Republika (ruski: Марийская Советская Социалистическая Республика, kratice MCCP) je bila bivša sovjetska socijalistička republika.
Taj status je imala kratko, jer je brzo uslijedio raspad SSSR-a.
SSR-om je postala 22. prosinca 1990. godine.
Nastala je uzdizanjem Marijske ASSR na razinu SSR-a.
Raspadom SSSR-a, Marijska SSR nije krenula putem nezavisnosti, nego je postala federalni subjekt unutar Ruske Federacije, stekavši status republike, Marij El.